# La Charge de la huitième brigade
Pour plus de détails, voir Fiche technique et Distribution.
La Charge de la huitième brigade (A Distant Trumpet) est un western américain réalisé par Raoul Walsh, sorti en 1964.

## Synopsis
En 1883, le lieutenant Matt Hazard, sorti de West Point, de la Cavalerie des États-Unis, arrive à sa nouvelle affectation, Fort Delivery en Arizona, près de la frontière mexicaine. Il y est accueilli par Kitty Mainwaring, la femme du commandant du fort. Le lendemain, la patrouille de Hazard est prise dans une embuscade par les Indiens lors d'une corvée de bois. Plus tard, Hazard sauve Kitty alors que son chariot a été attaqué et son escorte tuée. Un violent orage les force à passer la nuit dans une grotte ; ils tombent amoureux. Hazard s'efforce de redonner de la discipline aux troupiers en multipliant les entrainements. Lui et Kitty gardent leurs distances d'autant que la frivole nièce du général Quaint, Laura, arrive au fort dans le but d'épouser Hazard. Le mari de Kitty est tué dans une embuscade, elle quitte le fort. À son arrivée au fort, le général Quaint, le nouveau commandant, décide de lancer une attaque à grande échelle contre les Indiens, mais il n'arrive pas à capturer leur chef, War Eagle. Il envoie Hazard au Mexique avec pour mission de le persuader de se rendre. Ce dernier accepte la paix à condition de pouvoir revenir vivre sur ses terres d'Arizona, dans une réserve. Lorsque les Indiens menés par Hazard arrivent en Arizona, ils sont accueillis par un inconnu, brutal et raciste, le major Miller, qui les envoie en Floride. Hazard rejoint Quaint à Washington pour recevoir, devant la presse et quelques invités, dont Laura et Kitty, la prestigieuse médaille du Congrès ; il la refuse. Le général Quaint et lui menacent de démissionner si le gouvernement trahit la promesse faite aux Indiens. Le gouvernement finit par céder ; Quaint et Hazard, qui a épousé Kitty, retournent à Fort Delivery où ils sont acclamés.

## Fiche technique
- Titre original : A Distant Trumpet
- Titre français : La Charge de la huitième brigade
- Réalisation : Raoul Walsh
- Scénario : John Twist, d'après le roman A Distant Trumpet de Paul Horgan
- Adaptation : Richard Fielder, Albert Beich
- Direction artistique : William Campbell
- Décors : William L. Kuehl
- Costumes : Howard Shoup
- Photographie : William H. Clothier
- Son : Francis E. Stahl
- Montage : David Wages
- Musique : Max Steiner
- Production : William H. Wright
- Société de production : Warner Bros Pictures
- Société de distribution : Warner Bros Pictures
- Pays de production :  États-Unis
- Langue : anglais
- Format : couleur (Technicolor) — 35 mm — 2,35:1 (Panavision) — son Mono (RCA Sound Recording)
- Durée : 117 minutes
- Date de sortie :
  - États-Unis :27 mai 1964 (première à New York)

## Distribution
- Troy Donahue (VF : Marc Cassot) : Second-Lieutenant Matthew Hazard
- Suzanne Pleshette (VF : Nicole Favart) : Kitty Mainwarring
- Diane McBain (VF : Béatrice Delfe) : Laura Frelief
- William Reynolds (VF : Pierre Fromont) : Lieutenant Teddy Mainwarring
- Claude Akins (VF : Henry Djanik) : Seely Jones
- James Gregory (VF : Michel Gatineau) : général Alexander Upton Quaint
- Kent Smith (VF : Gérard Férat) : le Secrétaire à la Guerre
- Judson Pratt (VF : Émile Duard) : capitaine Cedric Gray
- Bartlett Robinson (VF : Yves Brainville) : major Hiram Prescott
- Mary Patton (VF : Hélène Tossy) : Jessica Prescott
- Larry Ward (VF : Jean-Pierre Duclos) : sergent Kroger
- Bobby Bare (VF : Jacques Deschamps) : soldat Cranshaw
- Richard X. Slattery (VF : Jean Clarieux) : sergent Fry
- Russell Johnson (VF : Roland Ménard) : capitaine Brinker
- Lane Bradford (VF : Claude Bertrand) : major Miller

## Accueil
« One of Walsh's weakest pictures, caused mainly by an intolerably bad cast and a predictable script. Whenever the director is allowed to linger on shots of horses and riders, Indians and cavalry, and on their battles, he shows his vitality, personality and strength. Otherwise, his efforts are hopeless against the talentless players and the hopeless words they are required to speak.
Un des films les plus faibles de Walsh, ceci étant dû principalement à une distribution intolérablement mauvaise et un scénario prévisible. À chaque fois que le réalisateur peut s'attarder sur des scènes de chevaux et de cavaliers, Indiens et Cavalerie, et sur leurs batailles, il montre sa vitalité, sa personnalité et sa force. Autrement, ses efforts sont vains face à des acteurs sans talent et les paroles vaines qu'ils doivent prononcer. »

— Peter Bogdanovich, blog The Raoul Walsh File, billet du 28 août 2013

## Autour du film
Il s'agit du dernier film réalisé par Raoul Walsh, « un film beau et puissant où la nostalgie cède bientôt le pas à un esprit de dérision, à une attitude caustique, amère, distante qui est l'apanage des plus grands lorsqu'ils disent leur dernier mot […]. Walsh sacrifie enfin pleinement à ce qui le hante au moins depuis la fin de la période Warner : tout est à refaire, mais il est bien tard et il n'est pas donné à tout le monde de pouvoir simplement rentrer chez soi ».

### Revue de presse
- Claude Miller, « La Charge de la huitième brigade », Téléciné, no 117, Paris, Fédération des Loisirs et Culture Cinématographique (FLECC), octobre-novembre 1964,  (ISSN 0049-3287)